# Liste der Bildungseinrichtungen in Karlsruhe

Bildungsorte und Lernwelten in Deutschland

Wappen der Stadt Karlsruhe

In der Liste der Bildungseinrichtungen in Karlsruhe sind Bildungseinrichtungen, in Trägerschaft des Stadtkreis Karlsruhe in Baden-Württemberg oder im Stadtgebiet von Karlsruhe, aufgeführt. Die Schulaufsicht für die öffentlichen Schulen im Stadtkreis Karlsruhe liegt im Bereich der Gymnasien und beruflichen Schulen beim Regierungspräsidium Karlsruhe, für die Grund-, Werkreal- und Realschulen, die Sonderpädagogischen Bildungs- und Beratungszentren (SBBZ) und die Gemeinschaftsschulen ist das Staatliche Schulamt Karlsruhe zuständig.
Die Schulen werden zunächst nach Träger und Schultyp kategorisiert aufgelistet und anschließend ein zweites Mal nach dem Abschluss bzw. den Abschlüssen, die angestrebt werden. Die Liste bzw. die Listen erheben keinen Anspruch auf Vollständigkeit.

## Hochschulen

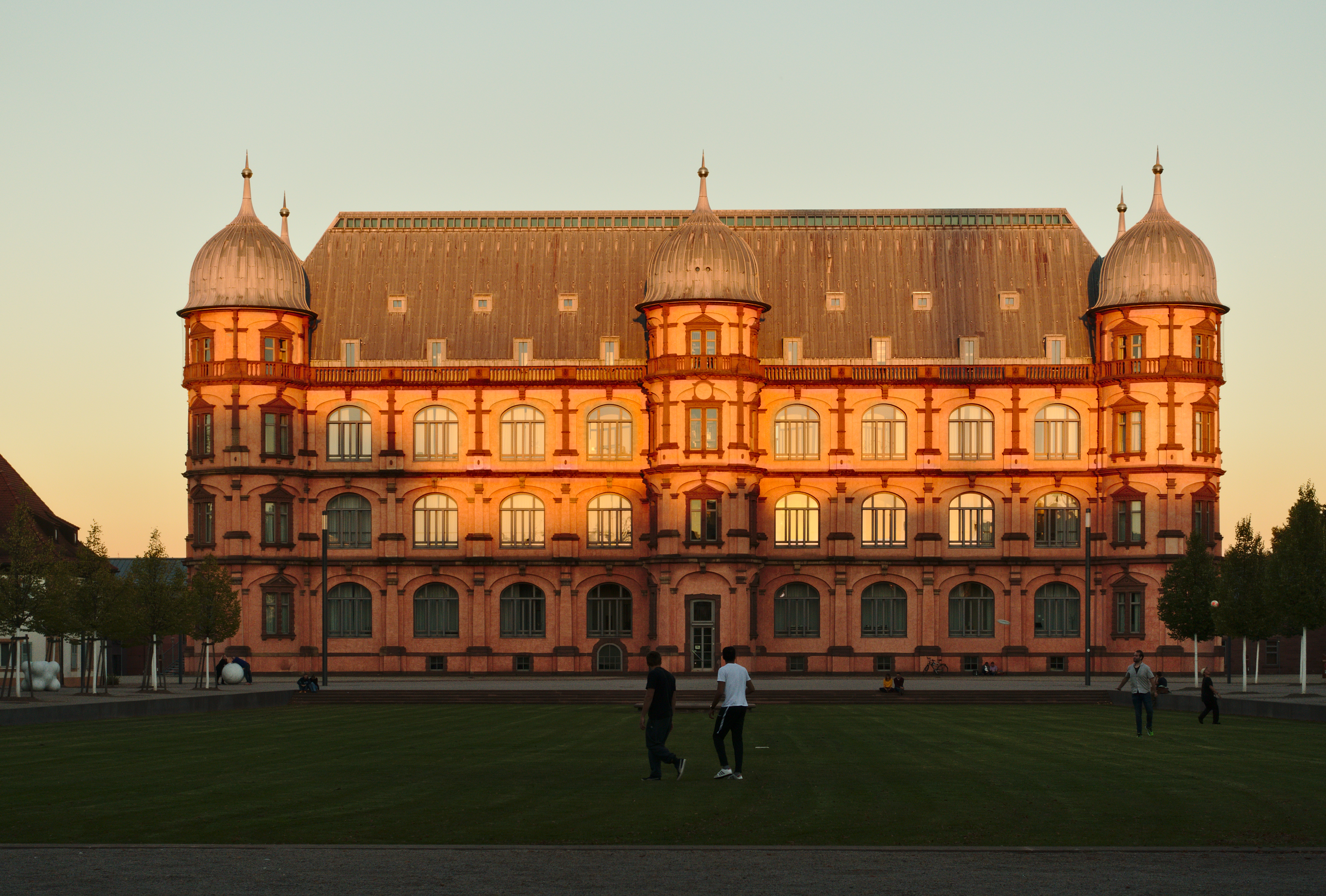
Staatliche Hochschule für Musik im Schloss Gottesaue

In Karlsruhe gibt es mehrere staatliche oder staatlich anerkannte Hochschulen, 2020 mit circa 42.000 Studierenden.
- Duale Hochschule Baden-Württemberg Karlsruhe (⊙)
- EC Europa Campus (⊙)
- Fernuniversität in Hagen, Regionalstelle Karlsruhe (⊙)
- Hochschule für Musik Karlsruhe (⊙)
- Hochschule Karlsruhe (HSK) (⊙)
- Karlshochschule International University (⊙)
- Karlsruher Institut für Technologie (KIT) (⊙)
- Pädagogische Hochschule Karlsruhe (⊙)
- Staatliche Akademie der Bildenden Künste Karlsruhe (⊙)
- Staatliche Hochschule für Gestaltung Karlsruhe (⊙)

## Medienzentren und Seminare

### Medienzentrum
In Karlsruhe gibt es mehrere Medienzentren:
- Stadtmedienzentrum Karlsruhe, Moltkestraße 64[3]
- Landesmedienzentrum Karlsruhe, Moltkestraße 64
- Religionspädagogische Medienstelle, Ständehausstr. 4[4]
- RPI-Mediathek, Blumenstr. 1–7[5]

### Seminare

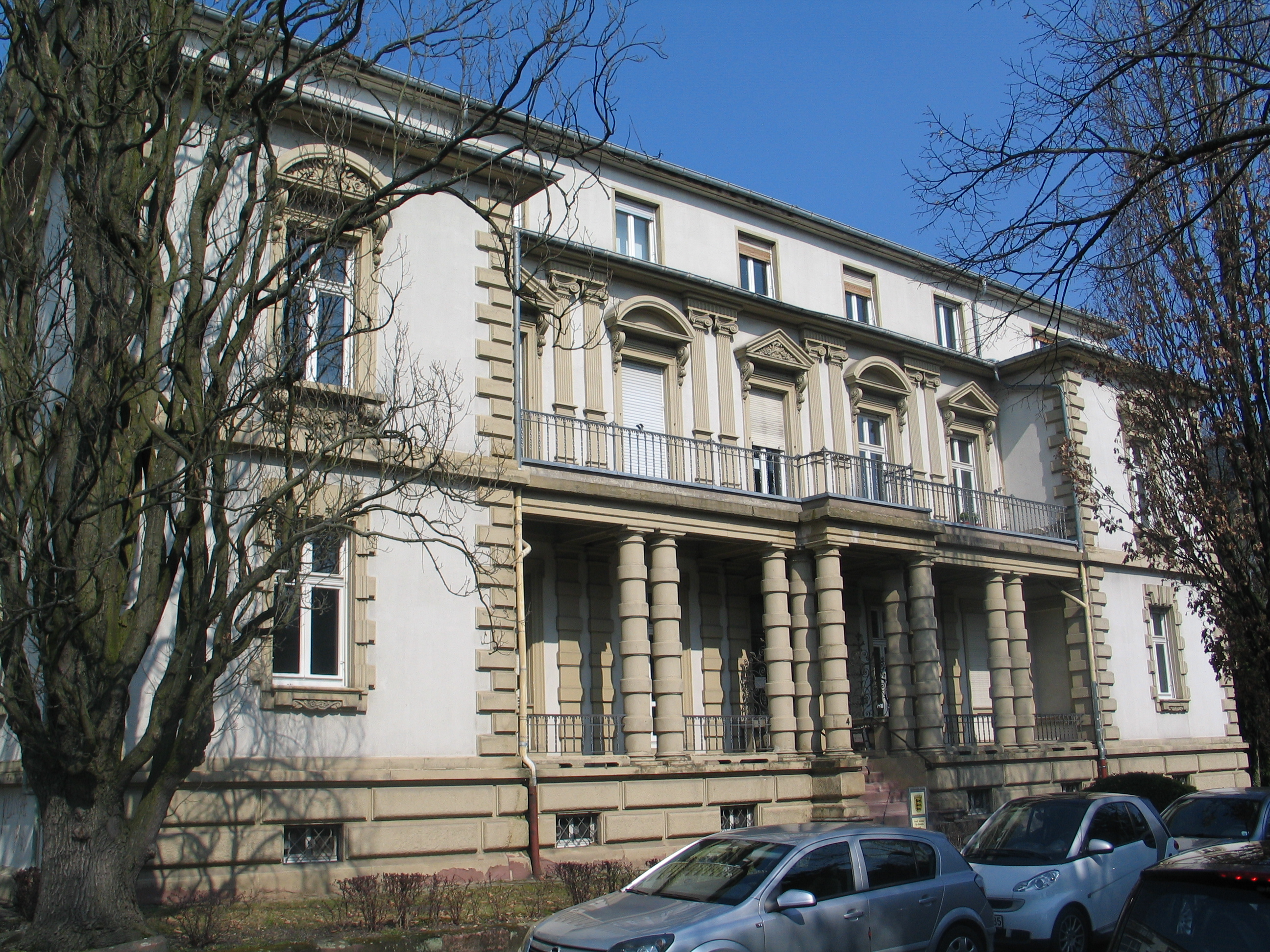
Gebäude des Seminars für Ausbildung und Fortbildung der Lehrkräfte (Gymnasium)

In Karlsruhe gibt es mehrere Seminare zur Ausbildung und Fortbildung von Lehrkräften:
- Seminar für Ausbildung und Fortbildung der Lehrkräfte (Werkreal-, Haupt- und Realschule), Kaiserallee 11[6]
- Seminar für Ausbildung und Fortbildung der Lehrkräfte (Berufliche Schulen), Kaiserallee 11[7]
- Seminar für Ausbildung und Fortbildung der Lehrkräfte Karlsruhe (Gymnasien), Jahnstr. 4[8]

Außerdem werden Fachlehrer am Pädagogischen Fachseminar ausgebildet:
- Seminar für Ausbildung und Fortbildung der Lehrkräfte Abteilung I (musisch-technisch), Hertzstr. 16[9]
- Seminar für Ausbildung und Fortbildung der Lehrkräfte Abteilung II (Sonderpädagogik), Griesbachstr. 12[10]

## Öffentliche Schulen

### Allgemeinbildende Schulen
Die überwiegende Zahl der Schulen in Karlsruhe sind Allgemeinbildende Schulen.

#### Grund- und Werkrealschulen
Nachfolgend werden Grundschulen und Grund- und Werkrealschulen (mit einer gemeinsamen Schulleitung), sowie Grundschulen mit Grundschulförderklassen aufgelistet. Außerdem werden Grundschüler an Gemeinschaftsschulen beschult.

##### Grundschulen
- Adam-Remmele-Schule, Daxlanden
- Draisschule, Mühlburg
- Eichelgartenschule, Rüppurr
- Gartenschule, Südweststadt

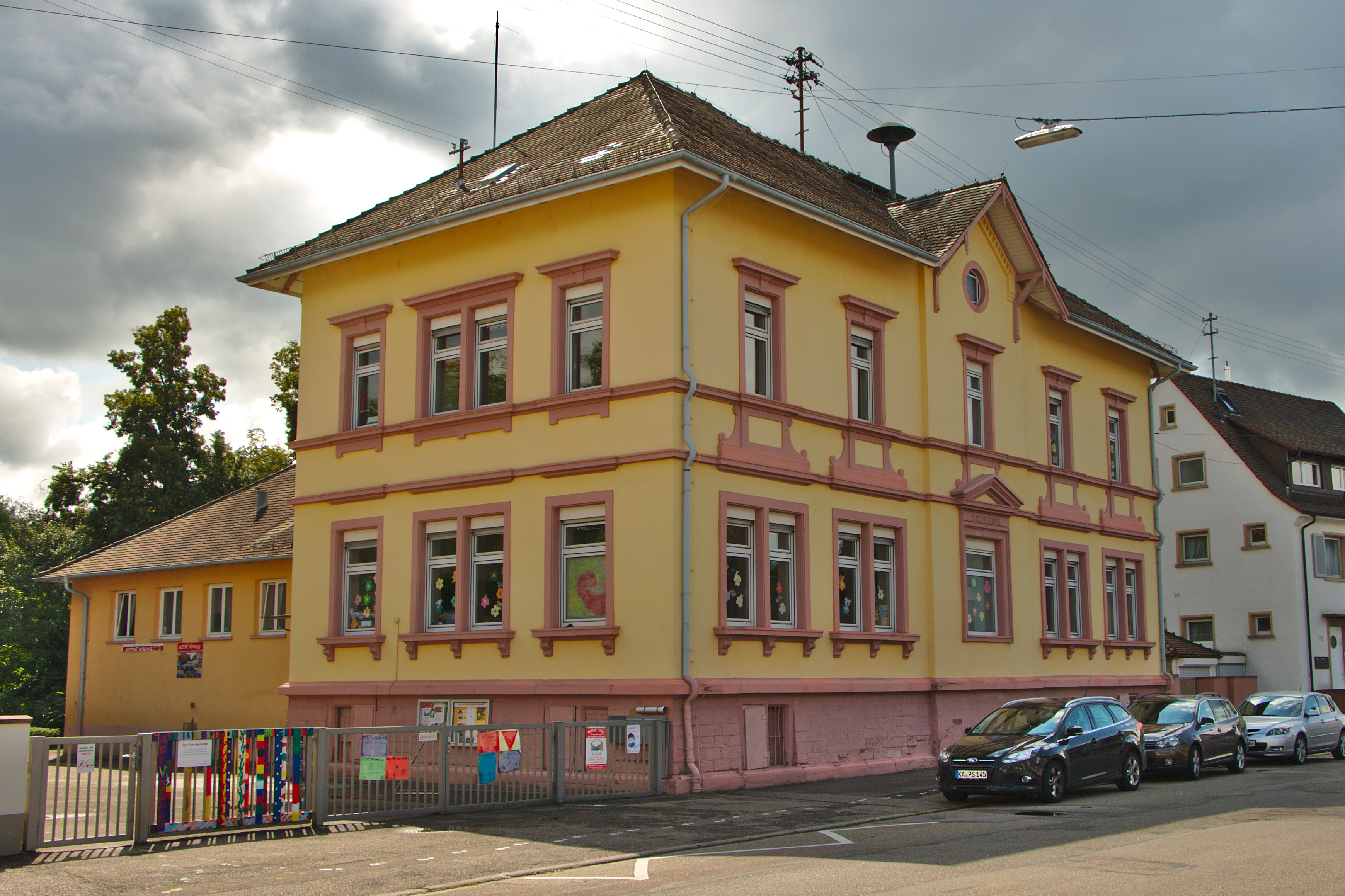
Schulhaus der Grundschule Hagsfeld

- Grundschule am Rennbuckel, Nordweststadt
- Grundschule am Wasserturm, Südstadt
- Grundschule Beiertheim, Beiertheim-Bulach
- Grundschule Bergwald, Durlach
- Grundschule Daxlanden, Daxlanden
- Grundschule Hagsfeld, Hagsfeld
- Grundschule Knielingen, Knielingen
- Grundschule Rintheim, Rintheim
- Grundschule Wolfartsweier, Wolfartsweier
- Hans-Thoma-Schule, Innenstadt-Ost
- Hardtschule, Mühlburg
- Hebelschule, Innenstadt-West
- Heinz-Barth-Schule, Wettersbach
- Leopoldschule, Innenstadt-West
- Marylandschule, Nordstadt
- Nebeniusschule, Südstadt
- Nordschule Neureut, Neureut
- Riedschule, Rüppurr
- Schloss-Schule, Durlach
- Schule im Lustgarten, Hohenwettersbach
- Südendschule, Südweststadt
- Südschule Neureut, Neureut
- Tullaschule, Oststadt
- Waldschule Neureut, Neureut
- Weiherwaldschule, Weiherfeld-Dammerstock
- Weinbrennerschule, Weststadt

##### Grundschulen mit Grundschulförderklassen
- Friedrich-Ebert-Schule, Mühlburg

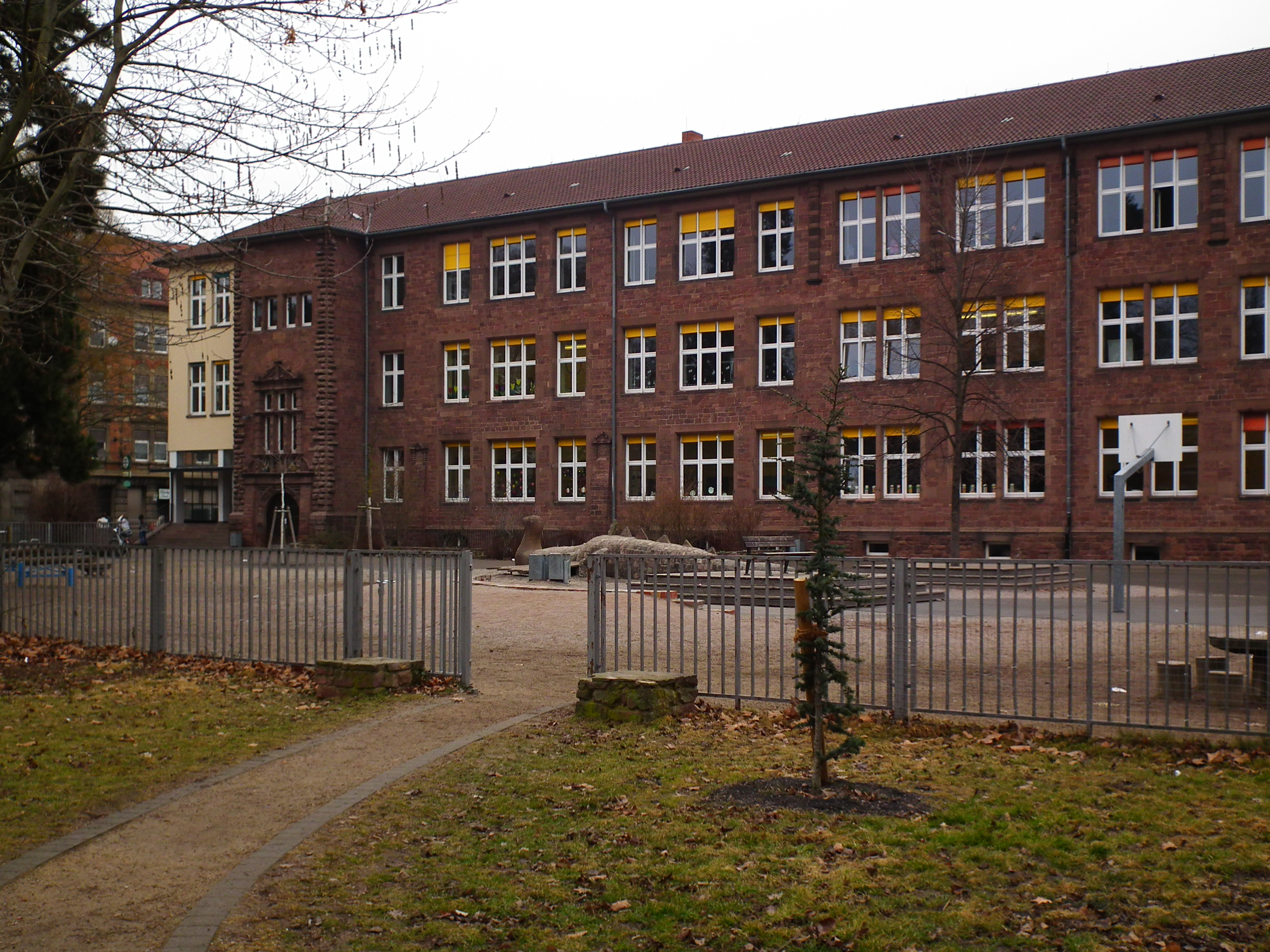
Schulgebäude der Schillerschule in der Oststadt

- Grundschule Bulach, Beiertheim-Bulach
- Grundschule Grünwinkel, Grünwinkel
- Grundschule Stupferich, Stupferich
- Heinrich-Köhler-Schule, Rintheim
- Schillerschule, Oststadt
- Viktor-von-Scheffel-Schule, Knielingen

##### Grund- und Werkrealschulen
- Eichendorffschule, Waldstadt
- Gutenbergschule, Weststadt
- Oberwaldschule Aue, Durlach
- Pestalozzischule Karlsruhe, Durlach
- Werner-von-Siemens-Schule, Nordweststadt

#### Realschulen
In Karlsruhe gibt es acht Realschulen.
- Friedrich-Realschule, Durlach
- Hebel-Realschule, Innenstadt-West
- Nebenius-Realschule, Südstadt
- Realschule am Rennbuckel, Nordweststadt
- Realschule Neureut, Neureut
- Realschule Rüppurr, Rüppurr
- Sophie-Scholl-Realschule, Oberreut
- Tulla-Realschule, Rintheim

#### Gemeinschaftsschulen
In Karlsruhe gibt es vier Gemeinschaftsschulen, zwei davon mit Primarstufe:
- Anne-Frank-Schule, Oberreut
- Augustenburg Gemeinschaftsschule Grötzingen, Grötzingen

In weiteren zwei werden Schüler ab Klasse 5 beschult:
- Drais-Gemeinschaftsschule, Mühlburg
- Ernst-Reuter-Schule, Waldstadt

#### Gymnasien

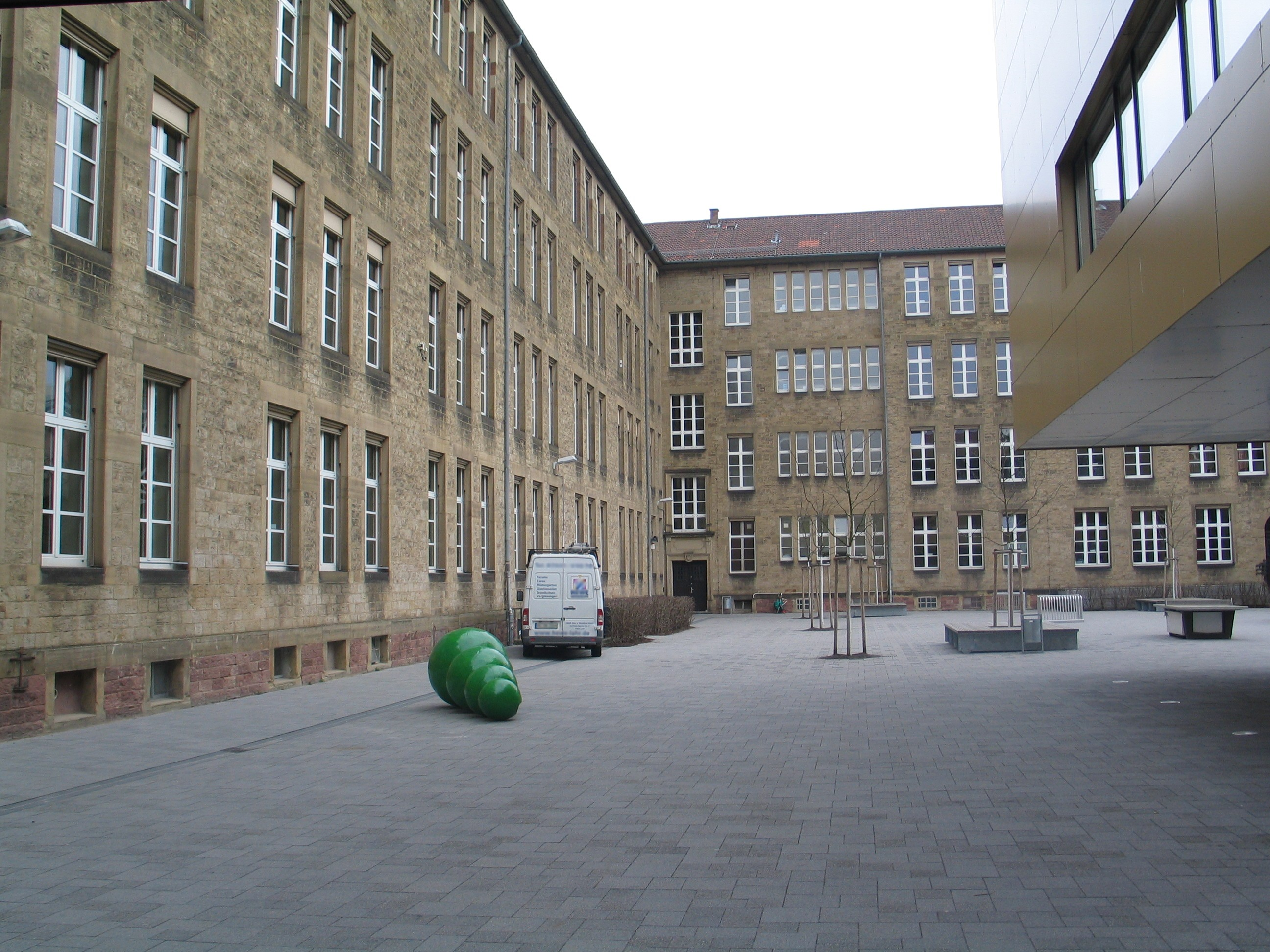
Schulhof und Schulgebäude des Lessing-Gymnasiums

An elf öffentlichen Gymnasien in Karlsruhe findet Unterricht statt:
- Bismarck-Gymnasium, Innenstadt-West
- Fichte-Gymnasium, Innenstadt-West
- Goethe-Gymnasium, Südweststadt
- Gymnasium Neureut, Neureut
- Helmholtz-Gymnasium, Weststadt
- Humboldt-Gymnasium, Nordweststadt
- Kant-Gymnasium, Innenstadt-Ost
- Lessing-Gymnasium, Weststadt
- Markgrafen-Gymnasium, Durlach
- Max-Planck-Gymnasium, Rüppurr
- Otto-Hahn-Gymnasium, Waldstadt

#### Sonderpädagogische Bildungs- und Beratungszentren
In Karlsruhe oder in Trägerschaft der Stadt Karlsruhe sind Sonderpädagogische Bildungs- und Beratungszentren aller sieben Förderschwerpunkte.
- Albschule (Förderschwerpunkt geistige Entwicklung), Weiherfeld
- Erich Kästner-Schule (Förderschwerpunkt Hören und Sprache), Weststadt
- Federbachschule (Förderschwerpunkt emotionale und soziale Entwicklung), Daxlanden
- Hardtwaldschule (Förderschwerpunkt geistige Entwicklung), Neureut (im Stadtgebiet Karlsruhe, aber in Trägerschaft des Landkreises Karlsruhe)
- Lidellschule (Förderschwerpunkt Lernen), Oststadt
- Ludwig Guttmann Schule (Förderschwerpunkt körperliche und motorische Entwicklung), Karlsbad (nicht im Stadtgebiet Karlsruhe, aber in Trägerschaft der Stadt Karlsruhe)[11]
- Schule am Turmberg (Förderschwerpunkt Lernen), Durlach
- Schule am Weinweg (Förderschwerpunkt Sehen), Rintheim
- Marie-Luise-Kaschnitz-Schule (Förderschwerpunkt Schüler in längerer Krankenhausbehandlung), Nordweststadt
- Vogesenschule (Förderschwerpunkt Lernen), Mühlburg

#### Schulkindergärten
In Karlsruhe werden drei öffentliche Schulkindergärten unterhalten.
- Schulkindergarten an der Alb (Förderschwerpunkt geistige Entwicklung), Weiherfeld
- Sandhasen Schulkindergarten (Förderschwerpunkt körperliche und motorische Entwicklung), Rintheim
- Kieselsteine Schulkindergarten (Förderschwerpunkt Hören und Sprache), Nordstadt

#### Europäische Schule

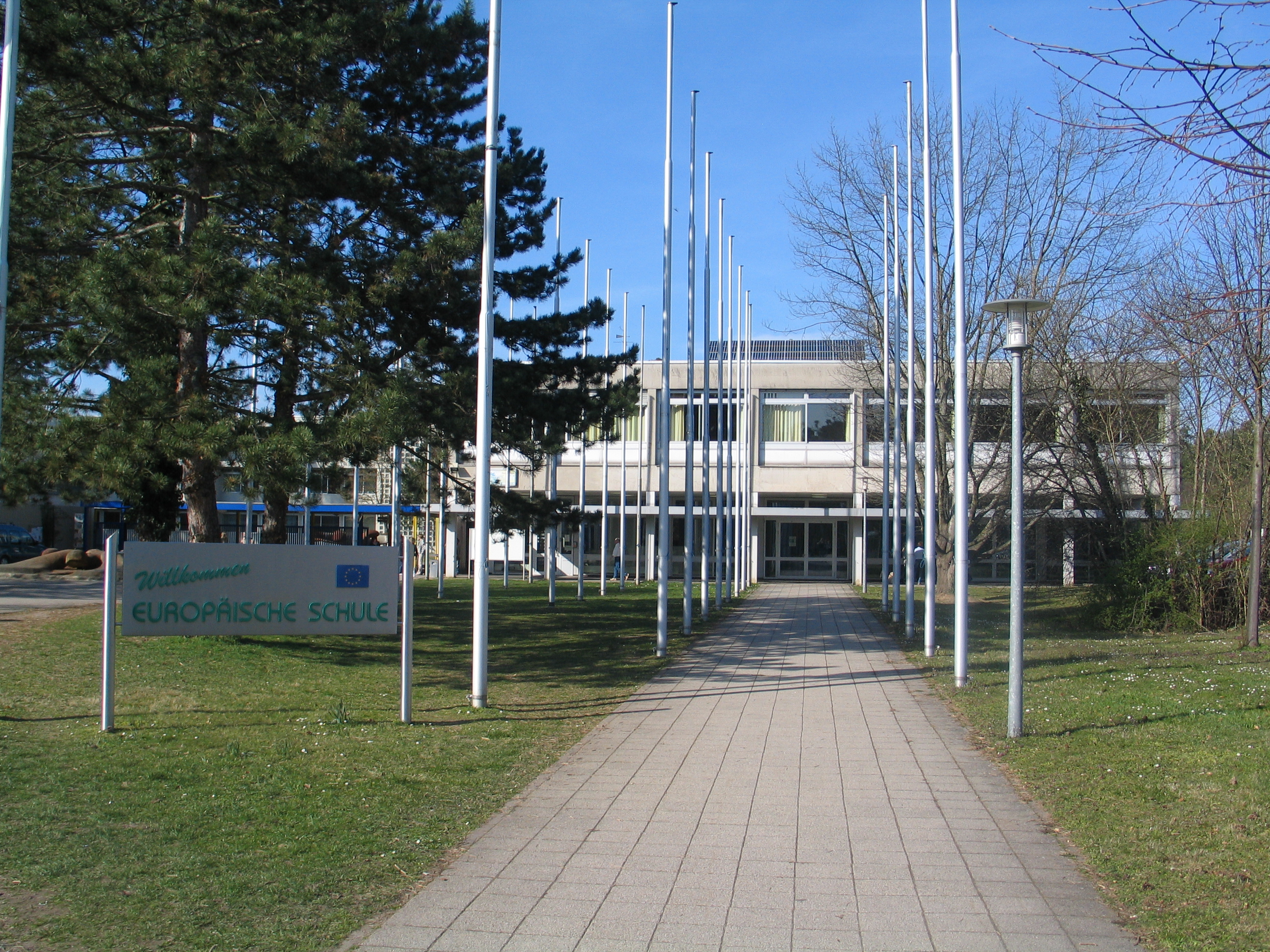
Eingang der Europäischen Schule Karlsruhe

- Europäische Schule Karlsruhe, Waldstadt

#### Berufliche Schulen

##### Gewerbliche Schulen
- Carl-Benz-Schule, Südweststadt
- Carl-Engler-Schule, Südweststadt
- Carl-Hofer-Schule, Innenstadt-Ost
- Gewerbeschule Durlach, Durlach

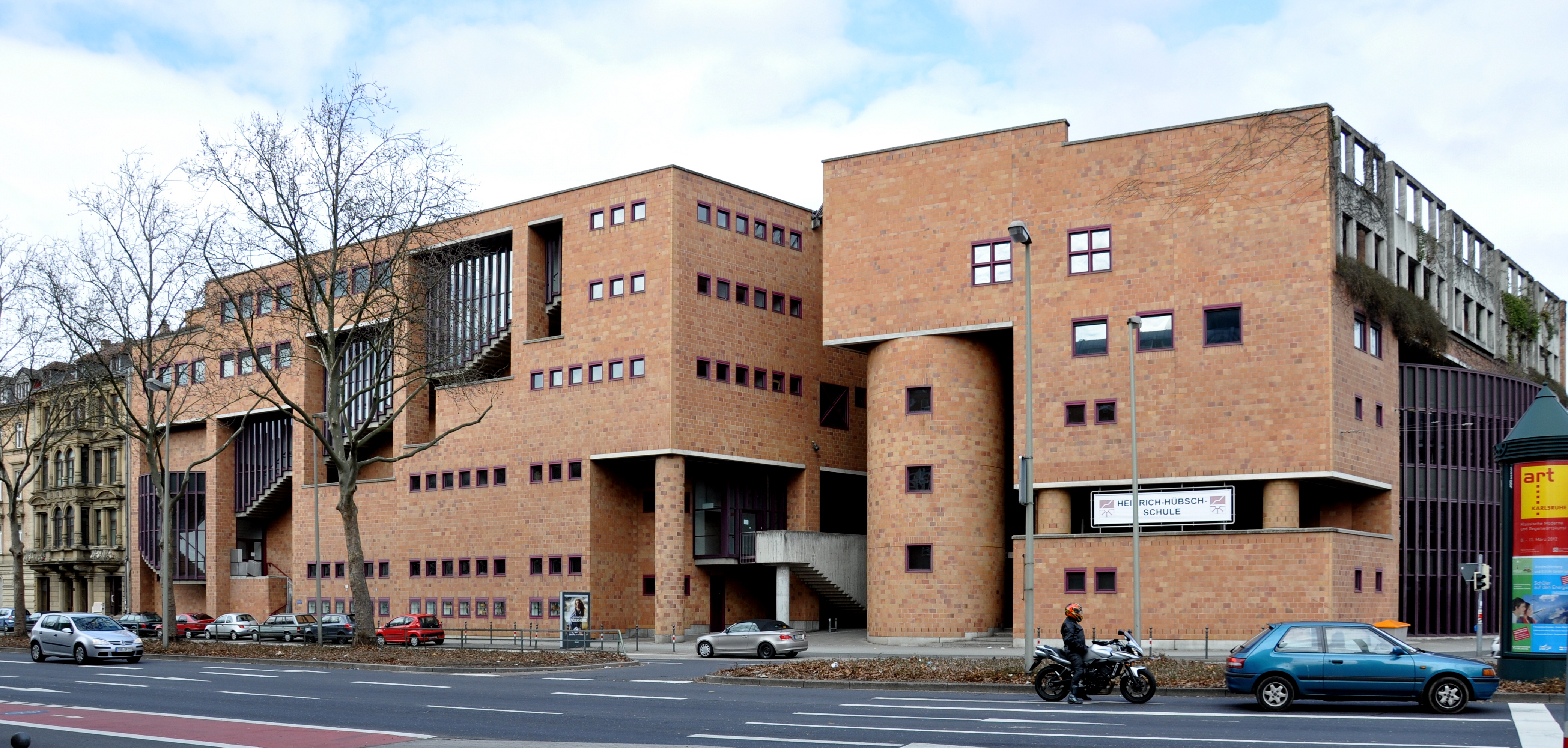
Schulgebäude der Heinrich-Hübsch-Schule

- Heinrich-Hertz-Schule, Südweststadt
- Heinrich-Hübsch-Schule, Innenstadt-Ost
- Heinrich-Meidinger-Schule, Oststadt

##### Kaufmännische Schulen
- Engelbert-Bohn-Schule, Oberreut
- Friedrich-List-Schule, Oststadt
- Ludwig-Erhard-Schule, Innenstadt-Ost
- Walter-Eucken-Schule, Südweststadt

##### Hauswirtschaftliche Schule
- Elisabeth-Selbert-Schule, Südweststadt

#### Sonstige Bildungsstätten in öffentlicher Trägerschaft
- Bildungszentrum Karlsruhe, Weiherfeld-Dammerstock[12]
- Bundeswehrfachschule Karlsruhe, Waldstadt[13]
- Führungsakademie Baden-Württemberg, Innenstadt-West[14]

## Schulen in freier Trägerschaft

### Allgemeinbildende Schulen

#### Grundschulen
- Freie Aktive Schule Karlsruhe e. V., Nordstadt

#### Realschulen
- Comenius Ganztagsrealschule, Neureut

#### Gemeinschaftsschulen
- element-i-Schule – Freie Gemeinschaftsschule Karlsruhe, Rintheim
- Evangelische Jakobusschule, Nordweststadt
- Freie Waldorfschule Karlsruhe, Waldstadt
- Karl Stockmeyer Schule, Hagsfeld

#### Gymnasien
- Heisenberg-Gymnasium, Nordstadt (⊙)
- Kolping-Kolleg Karlsruhe, Südweststadt
- St. Dominikus Mädchengymnasium, Innenstadt-West

#### Verbundschulen
- Johannes Kepler Privatschulen (Realschule und Gymnasium), Nordweststadt

#### Sonderpädagogische Bildungs- und Beratungszentren
- Augartenschule (Förderschwerpunkt emotionale und soziale Entwicklung), Südstadt
- Parzival-Zentrum (Förderschwerpunkt emotionale und soziale Entwicklung, Lernen und Geistige Entwicklung), Hagsfeld
- Heinz von Förster Schule (Förderschwerpunkt emotionale und soziale Entwicklung), Mühlburg

#### Schulkindergärten
- Schulkindergarten Prof. Dr. Oskar Vivell (Förderschwerpunkt körperliche und motorische Entwicklung), Südstadt
- Parzival-Schulkindergärten (Förderschwerpunkt emotionale und soziale Entwicklung, Lernen und Geistige Entwicklung), Hagsfeld

### Berufsbildende Schulen
- Akademie für Gesundheitsberufe am Städtischen Klinikum, Nordweststadt
- Akademie für Kommunikation, Innenstadt-West
- DAA Fachschule für Sozialpädagogik, Innenstadt-West
- Evangelische Fachschule für Sozialpädagogik Bethlehem, Nordweststadt
- Fachschule für Augenoptik im bfw, Südweststadt
- Fachschule für Glas-, Fenster- und Fassadenbau Karlsruhe e. V., Oberreut
- Freie Duale Fachakademie für Pädagogik, Rintheim
- Institut für Berufsbildung, Weststadt
- Katholische Fachschule für Sozialpädagogik Agneshaus, Innenstadt-West
- Kosmetikakademie, Weststadt
- Landesakademie BW, Nordweststadt
- Carlo Schmid Schule, Nordstadt
- maxQ. Fachschule für Pflege, Südweststadt
- Merkur Akademie International, Innenstadt-West
- ProGenius Privatschule, Südweststadt
- SGKA Schulen, Hagsfeld
- SRH Fachschulen für Ergotherapie, Logopädie und Physiotherapie, Grünwinkel
- ViDia Akademie, Südweststadt

## Auflistung der Schulen nach angestrebtem Abschluss
Die bereits oben aufgelisteten Schulen werden im Folgenden unabhängig von Trägerschaft und Schultyp gemäß dem primär angestrebten Abschluss aufgelistet. Gemeinschaftsschulen, in denen unterschiedliche Abschlüsse gleichrangig angestrebt werden, können mehrfach genannt werden, ebenso Schulen, die sowohl aus einer Grundschule als auch einer weiterführenden Schule bestehen.

### An diesen Schulen ist das Abitur der Regelabschluss bzw. einer der Regelabschlüsse
- Bismarck-Gymnasium, Innenstadt-West
- Drais-Gemeinschaftsschule, Mühlburg
- element-i-Gemeinschaftsschule ("Technido"), Rintheim
- Europäische Schule Karlsruhe, Waldstadt (Regelabschluss: Europäisches Abitur)
- Fichte-Gymnasium, Innenstadt-West
- Freie Waldorfschule Karlsruhe, Waldstadt
- Goethe-Gymnasium, Südweststadt
- Gymnasium Neureut, Neureut
- Heisenberg-Gymnasium, Nordstadt (⊙)
- Helmholtz-Gymnasium, Weststadt
- Humboldt-Gymnasium, Nordweststadt
- Johannes-Kepler-Gymnasium, Nordweststadt
- Kant-Gymnasium, Innenstadt-Ost
- Karl Stockmeyer Schule, Hagsfeld
- Kolping-Kolleg Karlsruhe, Südweststadt
- Lessing-Gymnasium, Weststadt
- Markgrafen-Gymnasium, Durlach
- Max-Planck-Gymnasium, Rüppurr
- Otto-Hahn-Gymnasium, Waldstadt
- St. Dominikus Mädchengymnasium, Innenstadt-West

### An diesen Schulen ist die Mittlere Reife der Regelabsschluss bzw. einer der Regelabschlüsse
- Anne-Frank-Schule, Oberreut
- Augustenburg Gemeinschaftsschule Grötzingen, Grötzingen
- Comenius Ganztagsrealschule, Neureut
- Drais-Gemeinschaftsschule, Mühlburg
- Eichendorffschule (Werkrealschule), Waldstadt
- element-i-Gemeinschaftsschule ("Technido"), Rintheim
- Ernst-Reuter-Schule, Waldstadt
- Evangelische Jakobusschule, Nordweststadt
- Freie Waldorfschule Karlsruhe, Waldstadt
- Friedrich-Realschule, Durlach
- Gutenbergschule (Werkrealschule), Weststadt
- Hebel-Realschule, Innenstadt-West
- Johannes Kepler Realschule, Nordweststadt
- Karl Stockmeyer Schule, Hagsfeld
- Nebenius-Realschule, Südstadt
- Oberwaldschule Aue (Werkrealschule), Durlach
- Pestalozzischule Karlsruhe (Werkrealschule), Durlach
- Realschule am Rennbuckel, Nordweststadt
- Realschule Neureut, Neureut
- Realschule Rüppurr, Rüppurr
- Sophie-Scholl-Realschule, Oberreut
- Tulla-Realschule, Rintheim
- Werner-von-Siemens-Schule (Werkrealschule), Nordweststadt

### An diesen Schulen werden Grundschüler unterrichtet
- Adam-Remmele-Schule, Daxlanden
- Anne-Frank-Schule, Oberreut
- Augustenburg Gemeinschaftsschule Grötzingen, Grötzingen
- Draisschule, Mühlburg
- Eichelgartenschule, Rüppurr
- Eichendorffschule, Waldstadt
- element-i-Schule – Freie Gemeinschaftsschule Karlsruhe, Rintheim
- Europäische Schule Karlsruhe, Waldstadt
- Evangelische Jakobusschule, Nordweststadt
- Freie Aktive Schule Karlsruhe e. V., Nordstadt
- Freie Waldorfschule Karlsruhe, Waldstadt
- Friedrich-Ebert-Schule, Mühlburg
- Gartenschule, Südweststadt
- Grundschule am Rennbuckel, Nordweststadt
- Grundschule am Wasserturm, Südstadt
- Grundschule Beiertheim, Beiertheim-Bulach
- Grundschule Bergwald, Durlach
- Grundschule Bulach, Beiertheim-Bulach
- Grundschule Daxlanden, Daxlanden
- Grundschule Grünwinkel, Grünwinkel
- Grundschule Hagsfeld, Hagsfeld
- Grundschule Knielingen, Knielingen
- Grundschule Rintheim, Rintheim
- Grundschule Stupferich, Stupferich
- Grundschule Wolfartsweier, Wolfartsweier
- Gutenbergschule, Weststadt
- Hans-Thoma-Schule, Innenstadt-Ost
- Hardtschule, Mühlburg
- Hebelschule, Innenstadt-West
- Heinrich-Köhler-Schule, Rintheim
- Heinz-Barth-Schule, Wettersbach
- Karl Stockmeyer Schule, Hagsfeld
- Leopoldschule, Innenstadt-West
- Marylandschule, Nordstadt
- Nebeniusschule, Südstadt
- Nordschule Neureut, Neureut
- Oberwaldschule Aue, Durlach
- Pestalozzischule Durlach, Durlach
- Riedschule, Rüppurr
- Schillerschule, Oststadt
- Schloss-Schule, Durlach
- Schule im Lustgarten, Hohenwettersbach
- Südendschule, Südweststadt
- Südschule Neureut, Neureut
- Tullaschule, Oststadt
- Viktor-von-Scheffel-Schule, Knielingen
- Waldschule Neureut, Neureut
- Weiherwaldschule, Weiherfeld-Dammerstock
- Weinbrennerschule, Weststadt
- Werner-von-Siemens-Schule, Nordweststadt

### Sonderpädagogische Bildungs- und Beratungszentren
- Albschule (Förderschwerpunkt geistige Entwicklung), Weiherfeld
- Augartenschule (Förderschwerpunkt emotionale und soziale Entwicklung), Südstadt
- Erich Kästner-Schule (Förderschwerpunkt Hören und Sprache), Weststadt
- Federbachschule (Förderschwerpunkt emotionale und soziale Entwicklung), Daxlanden
- Hardtwaldschule (Förderschwerpunkt geistige Entwicklung), Neureut (im Stadtgebiet Karlsruhe, aber in Trägerschaft des Landkreises Karlsruhe)
- Heinz von Förster Schule (Förderschwerpunkt emotionale und soziale Entwicklung), Mühlburg
- Lidellschule (Förderschwerpunkt Lernen), Oststadt
- Ludwig Guttmann Schule (Förderschwerpunkt körperliche und motorische Entwicklung), Karlsbad (nicht im Stadtgebiet Karlsruhe, aber in Trägerschaft der Stadt Karlsruhe)[11]
- Parzival-Zentrum (Förderschwerpunkt emotionale und soziale Entwicklung, Lernen und Geistige Entwicklung), Hagsfeld
- Schule am Turmberg (Förderschwerpunkt Lernen), Durlach
- Schule am Weinweg (Förderschwerpunkt Sehen), Rintheim
- Marie-Luise-Kaschnitz-Schule (Förderschwerpunkt Schüler in längerer Krankenhausbehandlung), Nordweststadt
- Vogesenschule (Förderschwerpunkt Lernen), Mühlburg

### Berufsbildende Schulen
siehe Auflistung oben